# Mark Ruffalo
Mark Alan Ruffalo (ur. 22 listopada 1967 w Kenosha) – amerykański aktor, także reżyser, producent i scenarzysta.
Czterokrotnie nominowany do Oscara dla najlepszego aktora drugoplanowego; za rolę dawcy spermy w komediodramacie Lisy Cholodenko Wszystko w porządku (2010), jako Dave Schultz w dramacie biograficznym Bennetta Millera Foxcatcher (2014), za postać dziennikarza Michaela Rezendesa w dramacie Toma McCarthy’ego Spotlight (2015) i za rolę rozpustnego prawnika Duncana Wedderburna w komediodramacie fantasy Jorgosa Lantimosa Biedne istoty (2023).
8 lutego 2024 otrzymał własną gwiazdę w Alei Gwiazd w Los Angeles znajdującą się przy 6777 Hollywood Boulevard.

## Życiorys

### Wczesne lata
Urodził się w Kenosha, w stanie Wisconsin jako jeden z dwóch synów i czworga dzieci Amerykanów pochodzenia włoskiego – Rose Marii, fryzjerki, i Franka Lawrence’a Ruffalo Jr., malarza budowlanego. Jego dziadek ze strony matki był pochodzenia francusko-kanadyjskiego, a babka ze strony matki pochodzenia włoskiego. Jego rodzeństwo – brat Scott i dwie siostry: Tania i Nicole, zostali także zawodowymi fryzjerami. Jako nastolatek dorastał w Virginia Beach, w stanie Wirginia, gdzie pracował jego ojciec.
Po ukończeniu szkoły średniej First Colonial High School, przeniósł się wraz z rodziną do San Diego, w Kalifornii. Następnie osiedlił się w Los Angeles, gdzie studiował przez trzy lata aktorstwo w Stella Adler Conservatory i założył z przyjaciółmi Orpheus Theatre Company. Przez kolejne dziewięć miesięcy dorabiał jako barman.

### Kariera
Po gościnnym udziale w serialu fantastycznonaukowym CBS Amerykanin nuklearny (CBS Summer Playhouse, 1989), zaczął występować na początku lat 90. Zadebiutował na kinowym ekranie w filmie Pieśń dla ciebie (A Song for You, 1993). W 1994 wystąpił w dramacie Dar od niebios (A Gift from Heaven) z udziałem Bobbie Eakes, komediodramacie Ostatnie dni raju (There Goes My Baby) u boku Noaha Wyle’a oraz jednym z odcinków kanadyjskiego serialu Na południe (Due South). Następnie został obsadzony w dreszczowcu Krwawa forsa (Blood Money, 1996) z Jamesem Brolinem i Traci Lords, komedii kryminalnej Sejfmeni (Safe Men, 1998) u boku Sama Rockwella, dramacie Klub 54 (54, 1998), telewizyjnym melodramacie biograficznym TNT Houdini (1998) z tytułowa rolą Johnathona Schaecha i westernie Przejażdżka z diabłem (Ride with the Devil, 1999) z Tobeyem Maguire’em i Skeetem Ulrichem.
Zyskał uznanie na Off-Broadwayu za rolę Warrena Strauba w przedstawieniu Kennetha Lonergana To nasza młodość (1996) u boku Josha Hamiltona, za którą zdobył w 1997 – Theatre World Award i w 1999 – Lucille Lortel Award. 
Przełomem była filmowa rola Terry’ego Prescotta, który w dzieciństwie stracił rodziców w wypadku samochodowym w dramacie Możesz na mnie liczyć (You Can Count on Me, 2000), za którą otrzymał nagrodę krytyków w Los Angeles i Montrealu. Rozpoznawalność wśród telewidzów zdobył jako nowojorski policjant Zane Marinelli w serialu sensacyjnym Patrol (The Beat, 2000). 
Miał być obsadzony w Znakach (2002), ale musiał zrezygnować, gdy zdiagnozowano u niego guza mózgu. Jego rola przypadła Joaquinowi Phoenixowi. Guz mózgu okazał się łagodny. Po operacji powrócił do pełnego zdrowia po częściowym paraliżu twarzy.
Grał w komediach romantycznych – Dziś 13, jutro 30 (2004) i Jak w niebie (2005) – oraz dreszczowcach – Zodiak (2007) i Wyspa tajemnic (2010). Rola Moego Axelroda w przedstawieniu Zbudź się i śpiewaj (Awake and Sing!) na scenie Broadwayu przyniosła mu w 2006 nominację do nagrody Tony Award.
Za kreację Alexandra „Neda” Weeksa, pisarza chcącego zwiększyć świadomość na temat HIV, a także zmienić sposób postrzegania osób zarażonych wirusem, którego aktywistyczne działania wzbudzają kontrowersje, w dramacie Ryana Murphy’ego Odruch serca (The Normal Heart, 2014) z Mattem Bomerem otrzymał Nagrodę Gildii Aktorów Ekranowych i Online Film & Television Association Awards, a także był nominowany do Złotego Globu dla najlepszego aktora w miniserialu lub filmie telewizyjnym, Critics’ Choice Television Awards i Emmy jako wybitny aktor pierwszoplanowy – miniserial lub film telewizyjny.
Zyskał szersze uznanie jako Bruce Banner / Hulk w produkcjach Filmowego Uniwersum Marvela: Avengers (2012), Avengers: Czas Ultrona (2015), Thor: Ragnarok (2017), Avengers: Wojna bez granic (2018) i Avengers: Koniec gry (2019). 
W październiku 2015 wziął udział w kampanii edukacyjno-informacyjnej na rzecz profilaktyki raka piersi u mężczyzn. W 2017 powrócił na scenę Broadwayu w roli Victora Franza w sztuce Arthura Millera Cena.
Był na okładkach magazynów takich jak „Men’s Journal”, „The Hollywood Reporter”, „Vanity Fair”, „Details”, „Esquire”, „GQ”, „Time” i „The Perfect”.

## Życie prywatne
11 czerwca 2000 zawarł związek małżeński z Christiną Sunrise Coigney. Mają troje dzieci: syna Keena (ur. 2001) i dwie córki – Bellę (ur. 2005) i Odettę (ur. 2007).

## Filmografia
- A Song for You (1993) jako Gus Davison
- Taniec kruka (Mirror, Mirror 2: Raven Dance, 1994) jako Christian
- A Gift from Heaven (1994)
- Mirror, Mirror III: The Voyeur (1995) jako Joey
- The Destiny of Marty Fine (1996) jako Brett
- Dentysta (The Dentist, 1996) jako Steve Landers
- The Last Big Thing (1996) jako Brent
- Krwawa forsa (Blood Money, 1996) jako Attorney
- Drugi dzień świąt (On the 2nd Day of Christmas, 1997) jako Bert
- Houdini (1998) jako Theo
- Sejfmeni (Safe Men, 1998) jako Frank
- Klub 54 (54, 1998) jako Ricko
- Przejażdżka z diabłem (Ride with the Devil, 1999) jako Alf Bowden
- A Fish in the Bathtub (1999) jako Joel
- Cios (Beat, 2000) jako Zane Marinelli
- To wciąż mój mąż (Committed, 2000) jako T-Bo
- Możesz na mnie liczyć (You Can Count on Me, 2000) jako Terry Prescott
- Patrol (2000) jako Zane Marinelli
- Mieszkanie numer 12 (Life/Drawing, 2001) jako Alex
- Ostatni bastion (The Last Castle, 2001) jako Yates
- XX/XY (2002) jako Coles Burroughs
- Szyfry wojny (Windtalkers, 2002) jako szeregowy Pappas
- Szkoła stewardes (View from the Top, 2003) jako Ted
- Tatuaż (In The Cut, 2003) jako James A. Malloy
- Moje nowe życie (My Life Without Me, 2003) jako Lee
- Dziś 13, jutro 30 (13 Going On 30, 2004) jako Matt
- Już tu nie mieszkamy (We Don’t Live Here Anymore, 2004) jako Jack Linden
- Zakładnik (Collateral, 2004) jako Fanning
- Zakochany bez pamięci (Eternal Sunshine of the Spotless Mind, 2004) jako Stan
- Jak w niebie (Just Like Heaven, 2005) jako David Abbott
- Z ust do ust (Rumor Has It..., 2005) jako Jeff Daly
- Bez skrupułów (2006) jako Perry Smith
- Wszyscy ludzie króla (All the King’s Men, 2006) jako Adam Stanton
- Zodiak (Zodiac, 2007) jako Dave Toschi
- Droga do przebaczenia (Reservation Road, 2007) jako Dwight Arno
- Miasto ślepców (Blindness, 2008) jako lekarz
- Bracia Bloom (The Brothers Bloom, 2008) jako Stephen
- Co cię nie zabije (2008) jako Brian
- Gdzie mieszkają dzikie stwory (Where The Wild Things Are, 2009) jako Chłopak
- Sympathy for Delicious (2010) jako Joe
- Wszystko w porządku (The Kids Are All Right, 2010) jako Paul
- Nocna randka (Date Night, 2010)
- Wyspa tajemnic (Shutter Island, 2010])
- Margaret (Margaret, 2011)
- Avengers (Marvel’s Avengers, 2012) jako Bruce Banner / Hulk
- Między nami seksoholikami (Thanks for Sharing, 2012) jako Adam
- Iron Man 3 (2013) jako Bruce Banner (cameo)
- Iluzja (Now You See Me, 2013) jako Dylan Rhodes
- Zacznijmy od nowa (Begin Again, 2013) jako Dan
- Foxcatcher  (2014) jako David Schultz
- Avengers: Czas Ultrona (Avengers: Age of Ultron, 2015) jako Bruce Banner / Hulk
- Spotlight jako Michael Rezendes (2015, nominacja do Oscara)
- Iluzja 2 (Now You See Me 2, 2016) jako Dylan Rhodes
- Thor: Ragnarok (2017) jako Bruce Banner / Hulk
- Avengers: Wojna bez granic (2018) jako Bruce Banner / Hulk
- Kapitan Marvel (2019) jako Bruce Banner (cameo)
- Avengers: Koniec gry (2019) jako Bruce Banner / Hulk
- Mroczne wody (Dark Waters, 2019) jako Robert Bilott
- To wiem na pewno (I know this much is true, 2020) jako Dominick Birdsey/Thomas Birdsey
- Mecenas She-Hulk (2022) jako Bruce Banner / Hulk
- Biedne istoty (2023) jako Duncan Wedderburn

## Nagrody
| Rok  | Nagroda                   | Kategoria                                                                            | Film                    |
| ---- | ------------------------- | ------------------------------------------------------------------------------------ | ----------------------- |
| 2013 | MTV Movie Award           | Najlepsza walka                                                                      | Avengers (2012)         |
| 2014 | Nagroda Emmy              | Wybitny film telewizyjny                                                             | Odruch serca (2014)     |
| 2015 | Screen Actors Guild       | Wybitny aktor w miniserialu lub filmie telewizyjnym                                  | Odruch serca (2014)     |
| 2015 | Independent Spirit Awards | Nagroda Specjalna                                                                    | Foxcatcher (2014)       |
| 2016 | Independent Spirit Awards | Nagroda im. Roberta Altmana                                                          | Spotlight (2015)        |
| 2016 | Screen Actors Guild       | Znakomita obsada w filmie kinowym                                                    | Spotlight (2015)        |
| 2020 | Nagroda Emmy              | Najlepszy aktor pierwszoplanowy w serialu limitowanym, serialu lub filmie            | To wiem na pewno (2020) |
| 2021 | Złoty Glob                | Najlepszy aktor w serialu limitowanym, serialu antologicznym lub filmie telewizyjnym | To wiem na pewno (2020) |
| 2021 | Screen Actors Guild       | Wybitny aktor w miniserialu lub filmie telewizyjnym                                  | To wiem na pewno (2020) |
| 2024 | Nagroda Satelita          | Najlepszy aktor drugoplanowy                                                         | Biedne istoty (2023)    |